# Heteropiidae
Heteropiidae is een familie van sponsdieren uit de klasse van de Calcarea (kalksponzen).

## Geslachten
- Grantessa Lendenfeld, 1885
- Grantilla Row, 1909
- Heteropia Carter, 1886
- Paraheteropia Borojevic, 1965
- Sycettusa Haeckel, 1872
- Syconessa Borojevic, Boury-Esnault & Vacelet, 2000
- Vosmaeropsis Dendy, 1893